# Stade Ahmed Zabana
Stadion Ahmed Zabana (arab. ملعب أحمد زبانة) – wielofunkcyjny stadion w Oranie, w Algierii. Jest aktualnie używany głównie dla meczów piłki nożnej. Jest to stadion domowy klubu MC Oran. Stadion mieści 40 000 widzów. Obecnie, nowy stadion, o nazwie Stade du MC Oran, jest w trakcie budowy.